# Het geluk komt morgen
Het geluk komt morgen is een Belgische film van Jef Bruyninckx uit 1958. De hoofdrollen waren voor Charles Janssens en Anni Anderson.

## Verhaal
Het verhaal vertelt over een professor die bij toeval een middel ontdekt dat alle vermoeidheid wegneemt en nieuwe levenskracht geeft. Hij zal het middel lanceren tijdens de Expo (Wereldtentoonstelling van 1958) in Brussel. Enkele snoodaards willen het middel echter voor andere doelen gebruiken.

## Cast
| Acteur             | Personage        |
| ------------------ | ---------------- |
| Charles Janssens   | Thomas Professor |
| Anni Anderson      | Mady Champy      |
| Dora van der Groen | Olga             |
| Paul Cammermans    | Sylvester        |
| Jef Cassiers       | Anatole          |
| Romain Deconinck   | Spanky           |
| Co Flower          | Laura            |
| Hector Camerlinckx | Krasinsky        |
| Gaston Vermeulen   | Champy           |
| Cois Cassiers      | Olivier          |
| Cyriel Van Gent    |                  |
| Jetje Cabanier     |                  |
| Hilde Heughebaert  |                  |
| Lode Van Beek      |                  |
| Marieke Vervaecke  |                  |
| Al Baker           |                  |
| Mary Brouillard    |                  |